# Revolución
Revolución - minialbum japońskiego muzyka i kompozytora Akira Yamaoki, wydany w limitowanym nakładzie w 2012 roku. W 2014 roku pojawiła się nowa edycja, która w postaci singla oficjalnie została dostępna do kupienia na iTunes i na oficjalnej stronie muzyka. Zostały na niej tytuły dwóch utworów zmienione na angielskie.

## Lista utworów
1. "Revolución" (feat. Mary Elizabeth McGlynn & Troy Baker)
2. "Realidad" (feat. Troy Baker)
3. "Día del Muerto" (feat. Mary Elizabeth McGlynn)